# ورماس
ورماس هي إحدى بلديات دائرة قمار بولاية الوادي الجزائرية.